# SpVgg ASCO Königsberg
SpVgg ASCO Königsberg was een Duitse voetbalclub uit de Oost-Pruisische hoofdstad Koningsbergen (Königsberg), dat tegenwoordig het Russische Kaliningrad is.

## Geschiedenis
De club werd in 1919 opgericht na een fusie tussen SC Ostpreußen 1902 Königsberg en Akademischer SC Königsberg. De club ging in de Bezirksliga Königsberg spelen, een onderdeel van de Oost-Pruisische competitie. Het eerste seizoen was meteen een ramp, de club eindigde laatste en verloor alle wedstrijden. De club moest via een kwalificatieronde het verblijf in de hoogste klasse veilig stellen en slaagde daar in. De volgende jaren behaalde de club middelmatige resultaten. In 1924/25 trok de club zich na de voorjaarsronde terug uit de competitie, maar was er het volgende jaar wel opnieuw bij. In 1926 werd de Ostpreußenliga ingevoerd als hoogste divisie voor Oost-Pruisen. Enkel de top twee van de Bezirksliga plaatste zich hiervoor en de Bezirksliga werd nu de tweede klasse vanaf 1926/27. In de 1930 werd deze competitie weer afgevoerd en werd de Bezirksliga opnieuw de hoogste divisie. De club eindigde voorlaatste en moest opnieuw het behoud veilig stellen via een kwalificatieronde. Het volgende seizoen eindigde de club derde in de competitie, maar het jaar erna eindigden ze afgetekend laatste. Tegen tweedeklasser PfL Königsberg konden ze opnieuw het behoud verzekeren. Door de strenge winters in het Baltische gebied werd de competitie van 1932/33 in 1931 al begonnen en de geplande competitie van 1933/34 al in 1932. Nadat de NSDAP aan de macht kwam werd de competitie door heel Duitsland grondig geherstructureerd. De Gauliga Ostpreußen werd ingevoerd en het seizoen 1933/34, dat al begonnen was werd niet voltooid. Wel werd op basis van die eindrangschikking het aantal teams voor de Gauliga bepaald. Drie clubs uit Königsberg plaatsten zich hiervoor en aangezien ASCO vierde werd waren zij er niet bij.
De club ging in de Bezirksklasse spelen en werd in het eerste seizoen vicekampioen achter Concordia Königsberg. Het volgende seizoen werd de club vicekampioen achter RSV Braunsberg. Hierna werd de competitie hervormd. De clubs uit de Gauliga en de beste teams uit de Bezirksklasse speelden samen voor drie seizoenen in de Bezirksklasse, waarvan de top twee van elke reeks zich telkens plaatste voor de eigenlijke Gauliga. Na twee plaatsen in de middenmoot eindigden ze laatste in 1938. Hierna kwam er een Gauliga die uit één reeks bestond en de club moest terug in de Bezirksklasse spelen. De volgende jaren eindigde de club in de middenmoot of zelfs onderaan de rangschikking. Tijdens het seizoen 1942/43 trok de club zich terug uit de competitie.
Na de Tweede Wereldoorlog moest Duitsland de provincie Oost-Pruisen afstaan en werd deze verdeeld onder Polen en de Sovjet-Unie. De Duitsers werden verdreven en alle Duitse voetbalclubs hielden op te bestaan.